# Lucette Destouches
Pour les articles homonymes, voir Destouches.
Lucette Destouches, née Lucie Almansor le 20 juillet 1912 à Paris et morte le 8 novembre 2019 à Meudon,,, est une danseuse française. Elle est la seconde épouse de Louis-Ferdinand Céline de 1943 jusqu'à la mort de l'écrivain en 1961.

## Biographie
Fille de Joseph Almansor (1882-1952) et d'une Flamande, Gabrielle Donas, Lucie Georgette Almansor naît en 1912 dans le 5e arrondissement de Paris. Elle grandit dans un appartement rue Monge avec un singe pour animal de compagnie. À l'âge de dix ans, elle déménage rue de la Banque, dans le quartier de la Bourse, où elle habite jusqu'à l'âge de vingt ans. À quatorze ans, elle est admise au conservatoire de danse.

### Mariage avec Louis-Ferdinand Céline
Elle devient la compagne de Louis-Ferdinand Céline, en 1935, et l'épouse le 15 février 1943 dans le 18e arrondissement, leurs témoins étant Victor Carré et Gen Paul .

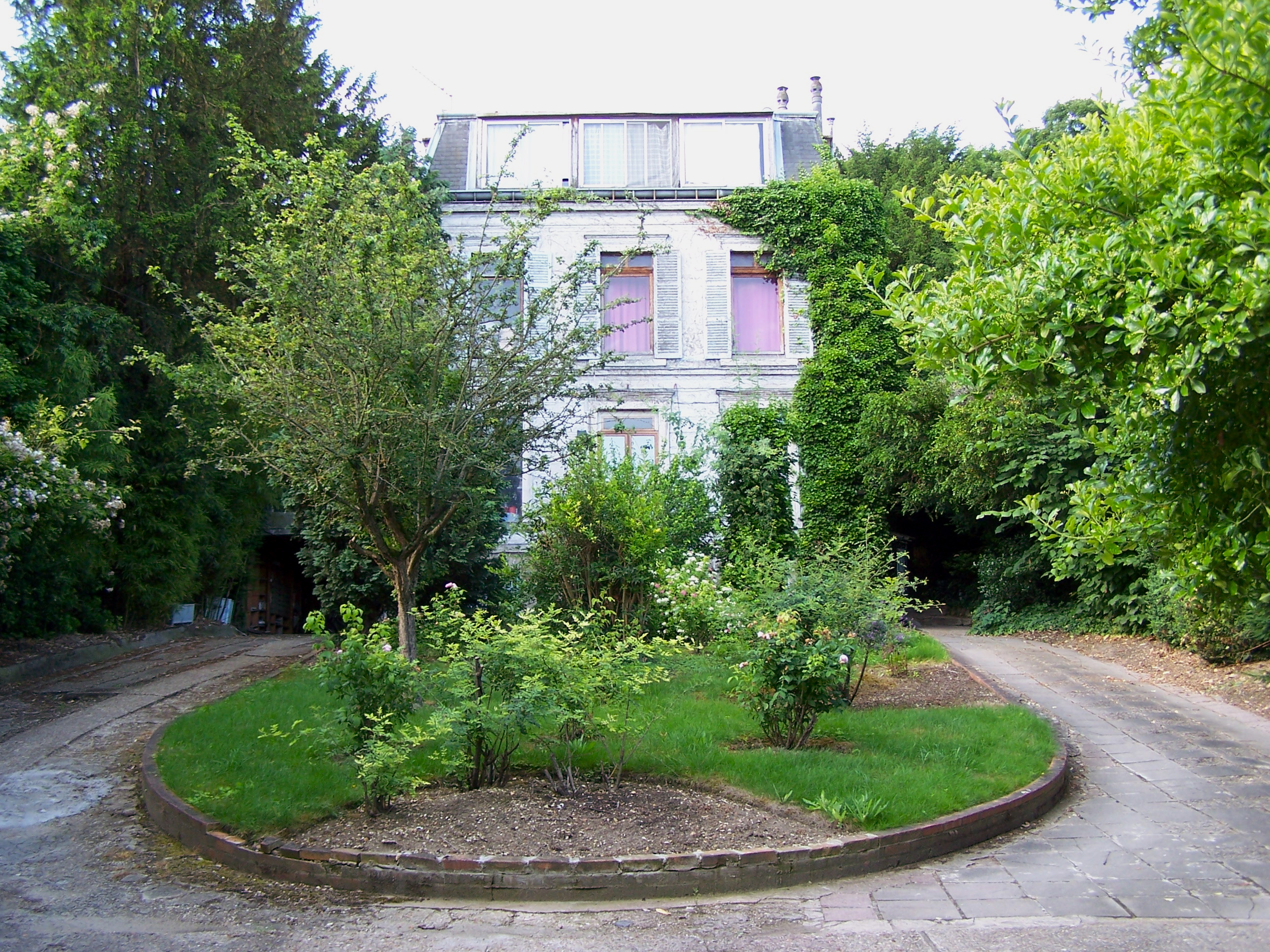
Maison de Lucette et Louis-Ferdinand Destouches à Meudon en 2012.

Après leur exode à La Rochelle, ils s'installent en juillet 1940 chez la mère de Céline, puis au 4, rue Girardon à Paris, dans un appartement déniché par leur ami Gen Paul. En juin 1944, elle suit Céline dans sa fuite à Sigmaringen (avec son chat Bébert), où elle sympathise avec Maud de Belleroche. Se souvenant de cette époque, Abel Bonnard écrit d'elle : « la vaillante madame Céline, dont le courage, comme il arrive pour les meilleures des femmes, prenait la forme de la bonne humeur ». Ils partent ensuite en exil au Danemark, où ils vivent dans une petite maison à Klarskovgaard, à côté de Korsør, près de la mer Baltique,,.
De retour en France en juillet 1951, ils s’installent à Menton chez la mère et le beau-père de Lucette, Gabrielle et Ercole Pirazzoli. Ils sont ensuite logés à Neuilly-sur-Seine chez Paul Marteau. Finalement, ils achètent une maison à Meudon, la Villa Maïtou, no 25 ter, route des Gardes. Lucette Destouches sympathise avec le mari de Françoise Sagan, Bob Westhoff, et reçoit chez elle de très nombreuses personnalités, dont Arletty, Marcel Aymé, Michel Simon, Charles Aznavour et Angelo Rinaldi, Roger Nimier et Albert Paraz.
Dans ses romans, Céline campe Lucette Destouches sous les traits du personnage de Lili. Celle-ci apparaît dans D'un château l'autre, Nord, et Rigodon, trois ouvrages qui content l'exil du couple pendant et après la guerre.

Louis-Ferdinand Céline meurt le 1er juillet 1961 vers dix-huit heures, après avoir déclaré à Lucette Destouches qu'il « [allait] crever ». Elle fait en sorte que la nouvelle reste aussi secrète que possible. L'enterrement n'a lieu qu'en présence d'une trentaine de personnes, dont Marcel Aymé, Claude Gallimard, Roger Nimier, Robert Poulet, Jean-Roger Caussimon et Lucien Rebatet. Elle fait alors graver sur leur tombe, outre le nom de son mari, et par anticipation, ses prénom, nom et dates : 

« LUCIE DESTOUCHES
NÉE ALMANSOR
1912-19.. »

 ignorant qu'elle dépassera allègrement le siècle.

### Veuvage
En 1965, dans un entretien accordé à Colette Gouvion, elle affirme « [être] perdue » et être endettée.
Elle enseigne alors la danse classique et fait notamment profiter de ses cours Judith Magre, Françoise et Isabelle Gallimard et Ludmila Tcherina, ainsi que les membres des 2Be3 à leurs débuts.
Après la mort de Céline, elle écarte la correctrice et transcriptrice de Céline, Marie Canavaggia, de la préparation des textes posthumes comme Rigodon.  Elle rencontre François Gibault, qui deviendra l'un des deux ayants droit, son confident et son avocat. Par son intermédiaire, elle contribue à honorer la mémoire de son époux en organisant des soirées mondaines en invitant des personnalités de la culture visant ainsi à relativiser l'antisémitisme. À la fin des années 1960, Lucette confie à Gibault le manuscrit : Rigodon, récit de leur périple à Sigmaringen à la fin de la guerre. Chaque dimanche après-midi à Meudon, les deux amis tentent de déchiffrer le texte. Le livre sera publié en 1969.
Selon la volonté de l'écrivain, elle s'oppose fermement à la 	réédition de ses pamphlets antisémites (Bagatelles pour un massacre, L'École des cadavres et Les Beaux Draps) en France ; elle y consent finalement en 2017 ; mais le projet, porté par Gallimard, est finalement reporté sine die.
En 2012, à l'occasion de son centième anniversaire, sort un recueil de textes sur Lucette Destouches dirigé par David Alliot, Madame Céline,,.
Jusqu'à son décès, survenu le 8 novembre 2019 à l'âge de 107 ans, elle vit dans la maison familiale de Meudon,, vendue en viager avec droit d'usage pour payer ses dettes et entretenir les trois personnes qui se relayaient auprès d'elle.
À la mort de Céline en 1961, Lucette Destouches avait hérité de l'ensemble de ses biens, car Colette Destouches (fille unique de Céline et de sa première épouse Édith Follet) avait renoncé à la succession. Lucette Destouches étant décédée sans enfants, elle a fait de son avocat François Gibault et d'une amie danseuse Véronique Chovin ses héritiers.

## Ouvrage
- Avec Véronique Robert-Chovin, Céline secret, Paris, Grasset, 2001 (réimpr. 2003), 165 p. (ISBN 2-246-61871-1, BNF 37635510, présentation en ligne)

#### Ouvrages
- Marc-Édouard Nabe, Lucette : roman, Paris, Gallimard, coll. « Blanche », 1995 (réimpr. 2012), 348 p. (ISBN 2-07-073934-1, BNF 35742868, présentation en ligne)
- David Alliot (dir.), Madame Céline : route des Gardes, Paris, Pierre-Guillaume de Roux, 2012, 139 p. (ISBN 978-2-36371-031-4, BNF 42664767, SUDOC 16340867X) ; rééd. 2018, Tallandier
- Véronique Robert-Chovin, Lucette Destouches, épouse Céline, Paris, Grasset, 2017
- David Alliot, Madame Céline, Paris, éditions Tallandier, 2018, 429 p. (ISBN 979-10-210-2093-1)
- Sandra Vanbremeersch, La Dame couchée, Paris, Éditions du Seuil, 2021, 176 p. (ISBN 9782021486650, présentation en ligne) Roman sur Lucette Destouches, écrit par son assistante de vie qui l'a accompagnée de 2000 à 2019.
Voir : « La Dame couchée lauréat du Prix d’une vie : Sandra Vanbremeersch raconte la veuve de Céline », sur Le Parisien, 19 novembre 2021.

#### Presse et revues
- Pol Vandromme, « Du côté de Céline, Lili », Bruxelles, La Revue célinienne, 1983, 152 p. (BNF 34824928) (lire en ligne)
- Gaspard Dhellemmes, « Voyage au bout de l'oubli », M, le magazine du Monde,‎ 28 mars 2020, p. 34-39

### Vidéo
- Lucette Destouches : « Maintenant, je suis perdue... » (1965) Quatre ans après la mort de Louis-Ferdinand Céline, Lucette Almanzor s'entretient avec Colette Gouvion pour l'émission Seize millions de jeunes diffusée sur l'ORTF le 2 décembre 1965.

### Filmographie
- Dans Louis-Ferdinand Céline d'Emmanuel Bourdieu, son personnage est interprété par Géraldine Pailhas.